# 自治会長 糸井緋芽子 社宅の事件簿
『自治会長 糸井緋芽子 社宅の事件簿』（じちかいちょう いといひめこ しゃたくのじけんぼ）は、2001年から2009年までTBS系で放送されたテレビドラマシリーズ。全9回。主演は泉ピン子。
放送枠は「月曜ミステリー劇場」（第1作 - 第7作）、「月曜ゴールデン」（第8作・第9作）。

## キャスト

### 糸井家
糸井緋芽子
演 - 泉ピン子
専業主婦。自治会長。
糸井誠
演 - 久永輝明（第1作）、佐野泰臣（第2作 - 第9作）（幼少期：河口瑛将〈第7作〉）
章太郎と緋芽子の長男。
糸井里佳子
演 - 浜丘麻矢（第1作）、大久保綾乃（第2作 - 第9作）
章太郎と緋芽子の長女。誠の妹。
糸井志津子
演 - 正司照枝（第3作）
章太郎の母。今まで別居していたが突然上京してくる。癌の疑いがある。
糸井章太郎
演 - 高田純次
緋芽子の夫。大成商事の社員で、第7作で勤続30年。

### 警察関係者
深大寺
演 - 古尾谷雅人（第2作・第3作）
経歴：警視庁西多摩警察署（第2作）
→ 警視庁荒川南警察署（第3作）
刑事。
小島郁夫
演 - 相島一之（第4作・第9作）
経歴：京浜中央警察署（第4作）
→ 警視庁城南警察署（第9作）
刑事。
井野原健司
演 - 若松俊秀（第4作・第9作）、積圭祐（第5作）
経歴：京浜中央警察署（第4作）
→ 警視庁城南警察署（第9作）
刑事。
猪瀬靖男
演 - 下條アトム（第6作・第8作）
経歴：港北警察署（第6作）
→ 多摩北警察署（第8作）
刑事。

### ゲスト
第1作「一週間で3人もの住民が死亡した異常な社宅! 派閥争い絡みの殺人なのか? ドケチ主婦緋芽子が会長生命を賭け奮闘」（2001年）
- 大下征典（大成商事第二営業部 部長・常務派） - 鶴田忍
- 竹中伸代（竹中の妻） - 朝加真由美
- 五十嵐香織（五十嵐の妻） - 山本みどり
- 柴田幸江（柴田の妻） - 山下容莉枝
- 竹中充（大成商事第一営業部 部長・専務派） - 大林丈史
- 柴田裕二（大成商事第二営業部 課長・大下の部下） - 山崎大輔
- 平田（警視庁府中南警察署 刑事） - 山西道広
- 高坂大二郎（大成商事 元社員） - 武野以佐夫
- 高坂真奈美（高坂の妻） - 筒井真理子
- 橘しずか（スナック「橘」ホステス・大成商事 元受付） - 丸久美子
- 大下聡子（大下の妻） - 青山知可子
- 中西（警視庁府中南警察署 刑事・平田の部下） - 松永博史
- 社宅で暮らす主婦 - 片岡聖子
- 五十嵐和弘（大成商事第一営業部 課長・竹中の部下） - 宇納佑
- 東陽カンパニー 社員 - 河野洋一郎
- 幸江の実家の隣人 - 槇ひろ子
- 冒頭のジョギング男性 - BOB藤原
- 柴田富子（柴田の母） - 千石規子

第2作「人間関係最悪の社宅でイジメと連続殺人!」（2002年）
- 高村みどり（高村の妻） - 柴田理恵
- 高村剛（大成商事西多摩支社 相談室社員） - 伊藤俊人
- 早乙女正則（大成商事西多摩支社 支社長） - 佐々木勝彦
- 早乙女貴子（早乙女の妻・自治会長） - 銀粉蝶
- 工藤友彦（大成商事西多摩支社 相談室長・糸井章太郎の上司） - 大河内浩
- 工藤沙織（工藤の妻） - 松浦佐知子
- 芳江（社宅で暮らす主婦） - 栗田よう子
- 金子（警視庁西多摩警察署 刑事・深大寺の部下） - 村木仁
- 氏家聡子（氏家の妻） - 木村翠
- 氏家大介（大成商事西多摩支社 社史編纂室 社員） - 伊藤幸純
- 五月怜奈（大成商事西多摩支社 社員・早乙女の愛人） - 冨樫真
- 和歌子（社宅で暮らす主婦） - 鈴木晧深
- スーパー「コープすみれが丘店」店長 - 池田幹
- スーパーの客 - 清水ひとみ
- エステサロンの店員 - 永松恵子
- 吉野順一（大成商事 元社員・みどりの元恋人・10年前死亡） - 市村直孝
- 大成商事西多摩支社 相談室社員 - 後藤康夫
- スーパーの客 - 松山尚子
- ヤクザ - 井上克一
- スーパー店員 - 金剛地武志

第3作（2003年）
- 堀口邦彦（福利厚生課） - 井田國彦
- 堀口由美（堀口の妻） - 河合美智子
- 中尾章弘 - 遠山俊也
- 中尾遥子（中尾の妻） - 大島明美
- 中尾よね子（中尾の母） - 水野久美
- 朝比奈靖之（福利厚生課課長） - 伊藤正之
- 朝比奈香苗（朝比奈の妻） - 宮地雅子
- 朝比奈文江（朝日奈の母） - 石井トミコ
- 阿久津しのぶ（阿久津の妻） - 杉村暁
- 那須（刑事） - 中根徹
- 佐竹孝一郎（朝日奈の同期） - 沼崎悠
- 阿久津 - 久保酎吉

第4作「リストラ人事をした前任者が転落死! 出世した夫に地獄の日々…いい気になると殺されるぞ! 殺人鬼の手から緋芽子の命を救え」（2004年）
- 大谷直治（人事部長） - 大和田伸也
- 大谷厚子（大谷の妻） - 山口いづみ
- 大谷周作（大谷の長男） - 斉藤羅慈
- 大谷しのぶ（大谷の長女） - 寉岡瑞希
- 岸部行雄（リストラ候補） - 見栄晴
- 岸部美和子（岸部の妻） - 岩本千春
- 安田徹（岸部の同期） - 飯田基祐
- 安田奈穂（安田の妻） - 三田篤子
- 紺野忠久（前人事課長） - 剛たつひと
- 小金沢登（課長） - 津村鷹志
- 小金沢友美恵（小金沢の妻） - 松阪隆子
- 石原久美子 - 弘中麻紀
- ホステス - 片岡明日香
- 牧野（人材派遣会社社長） - 亀山助清
- 魚屋 - 石井愃一

第5作「本社栄転で白金に豪華社宅を手に入れた糸井一家。セレブな住人たちに囲まれ、緋芽子の倹約生活は大ピンチ！」（2004年）
- 加古川伸明（大成商事本社 人事部長・糸井章太郎の直属の上司） - 田山涼成
- 加古川育代（加古川の妻・自治会長） - 岡本麗
- 池部賢作 - 布川敏和
- 池部芳子（池部の妻） - 西牟田恵
- 竹之内早苗 - 水木薫
- 竹之内義彦 - 片岡弘貴
- 栗原克成（昔の加古川の同僚） - 寺田農
- 金村亮（管理部長） - 中丸新将
- 加古川悟志（営業部勤務） - 川岡大次郎
- 高山光雄（大成商事本社 人事部社員） - 天現寺竜
- 西園寺邦男（港中央警察署 刑事） - 山西道広
- 八百屋主人 - 佐藤正宏

第6作「社宅閉鎖で糸井家大ピンチ 引越先のぼろアパートから死体発見で疑いの目が!? 事件解決に渦中緋芽子がドケチ根性と人情で挑む!!」（2005年）
- 山科孝光（アパート「小梅荘」大家） - 長門裕之
- 岡村恵一（山科の息子） - 山崎一
- 中込博 - 乃木涼介
- 中込摂子（中込の妻） - 中村綾
- 米田敏文（経理） - 河西健司
- 米田聡子（米田の妻） - 角南範子
- 岡村由美子（岡村の妻） - 辻沢響江
- 新藤千佳（新藤の妻） - もたい陽子
- 神林（港北警察署 刑事） - 岡田太郎
- 新藤吾朗（糸井章太郎の部下） - 伊東孝明
- 松本治夫（人事部長） - 石田太郎
- リーダー - 和泉今日子
- 役員 - 阿部六郎

第7作「社宅の疫病神は誰? 主婦たちの派閥争いが連続殺人事件に発展!? 父のリストラで糸井家崩壊の危機!?」（2006年）
- 塚田幸信（大成商事城南支社 人事課長 → 人事部長・専務派） - 山下真司
- 萩本慎平（大成商事城南支社 人事部長 → 総務部長・常務派） - ベンガル
- 萩本朝子（萩本の妻） - 松金よね子
- 牛尾夏希（牛尾の妻） - 舟木幸
- 社宅で暮らす主婦 - 水町レイコ
- 高瀬（刑事） - 河原さぶ
- 是枝（刑事） - 湯江健幸
- うどん屋の講師 - 川越美和
- 牛尾（大成商事城北支社 人事部 → 城南支社 人事部） - 吉満涼太
- 柿村直樹（大成商事城北支社 人事部 → 城南支社 総務部） - 木村靖司
- 柿村あゆみ（柿村の妻） - 畠山明子
- 富岡仁志（大成商事城南支社 専務） - 川辺久造
- 吉野まどか（大成商事城南支社 総務部社員・池上の恋人） - 秋山実希
- 萩本つかさ（萩本と朝子の娘・糸井誠と同じ保育園出身） - 仁平裕子（幼少期：平野沙采）
- 桃山かおる（桃山の妻） - 杉村暁
- ちか（社宅で暮らす主婦） - 山素由湖
- 塚田珠代（塚田の母） - 丹阿弥谷津子
- 八百屋 - 石沢徹
- 池上達也（大成商事城南支社 人事部社員・萩本の部下） - 加藤厚成
- 桃山保（大成商事城南支社 総務部社員） - 津村和幸
- 大成商事城南支社 人事部社員 - 大隈いちろう
- 大成商事城北支社 支社長 - 堀越富三郎
- 柴山俊夫（大成商事城南支社 常務） - 浅沼晋平
- 警官 - 佐藤祐一
- 大成商事城南支社 人事部社員 - 大出勉
- 宅急便運転手 - 古川康
- 塚田千秋（塚田の妻・自治会長） - 山口美也子

第8作「貧乏節約生活に終止符!! どケチ主婦がカリスマに華麗なる転身!! 成功の裏に仕掛けられた女の罠と殺人トリック!」（2007年）
- 石橋典子（部長夫人） - かとうかず子
- 青山信一郎（大成商事 営業部長） - 剛たつひと
- 青山美咲（青山の妻） - 中島ひろ子
- 大河内（大成メンテナンス 社長） - 六平直政
- 磯村（ガイア商事 社長） - 谷村好一
- 戸田山実 - 萬雅之
- 的場鮎子（自治会長） - 山下裕子
- 細川多恵 - 野口かおる
- 丸山孝二郎（JA出版） - 鈴木浩介
- 竹部正志（城南支社） - 市川勇
- 高山敬輔（多摩北警察署 刑事） - 北原雅樹
- 第一発見者 - 松村明
- テレビ局カメラマン - 伊藤陽佑
- 子連れの主婦 - 西慶子
- 老人ホームの職員 - 田浦リオ

第9作「人事部長自殺は偽装殺人!? なぜか遺族を襲う社宅の壮絶イジメ! 支社長夫人が牛耳る社宅夫人軍団VS自治会長緋芽子 事件の真相は夫が!?」（2009年）
- 阿刀田百合子（阿刀田の妻） - 高橋ひとみ
- 若菜智子（若菜の妻） - 雛形あきこ
- 櫻井雪乃（櫻井の妻） - 西尾まり
- 岸部勝弘（大成商事夢の木支社 支社長） - 五代高之
- 櫻井洋介（大成商事夢の木支社 人事課長） - 青山勝
- 平松友久（大成商事夢の木支社 人事部社員） - 義田貴士
- 平松美玖（平松の妻） - 悠木千帆
- 阿刀田一平（阿刀田と百合子の息子・大学生） - 川本貴則
- 五十嵐大吾朗（大成商事 会長） - 藤村俊二
- 冒頭のジョギングしている中年女性 - 上村依子
- 阿刀田賢作（大成商事夢の木支社 人事部長） - 加門良
- 警視庁城南警察署 刑事 - 小田竜世
- 大成商事夢の木支社 人事部社員 - 先崎紅葉
- 鑑識 - 佐藤祐一
- 大成商事夢の木支社 人事部社員 - 天城純子
- 警視庁城南警察署 刑事 - 舩木壱輝
- 若菜高志（大成商事夢の木支社 副支社長） - 中西良太
- 岸部里美（岸部の妻） - 生稲晃子

## スタッフ
- 脚本 - 深沢正樹
- 監督 - 中山史郎、長谷川康、西本淳一
- プロデューサー - 布施等（THE WORKS）（第1作 - 第5作）、角田正子（THE WORKS）（第4作・第6作 - ）
- 制作 - TBS、THE WORKS

## 放送日程
| 話数 | 放送日        | サブタイトル | 脚本     | 監督     | 視聴率 |
| ---- | ------------- | --- | -------- | -------- | ------ |
| 1    | 2001年7月23日 | 一週間で3人もの住民が死亡した異常な社宅! 派閥争い絡みの殺人なのか? ドケチ主婦緋芽子が会長生命を賭け奮闘                      | 深沢正樹 | 中山史郎 | 17.1%  |
| 2    | 2002年8月05日 | 人間関係最悪の社宅でイジメと連続殺人!                                                                                        | 深沢正樹 | 長谷川康 | 17.5%  |
| 3    | 2003年1月20日 | | 深沢正樹 | 西本淳一 | 17.1%  |
| 4    | 2004年3月22日 | リストラ人事をした前任者が転落死! 出世した夫に地獄の日々…いい気になると殺されるぞ! 殺人鬼の手から緋芽子の命を救え            | 深沢正樹 | 中山史郎 | 11.9%  |
| 5    | 9月06日       | 本社栄転で白金に豪華社宅を手に入れた糸井一家。 セレブな住人たちに囲まれ、緋芽子の倹約生活は大ピンチ！                        | 深沢正樹 | 中山史郎 | 15.8%  |
| 6    | 2005年7月11日 | 社宅閉鎖で糸井家大ピンチ 引越先のぼろアパートから死体発見で疑いの目が!? 事件解決に渦中緋芽子がドケチ根性と人情で挑む!!       | 深沢正樹 | 中山史郎 | 14.6%  |
| 7    | 2006年3月30日 | 社宅の疫病神は誰? 主婦たちの派閥争いが連続殺人事件に発展!? 父のリストラで糸井家崩壊の危機!?                                  | 深沢正樹 | 中山史郎 | 13.5%  |
| 8    | 2007年2月19日 | 貧乏節約生活に終止符!! どケチ主婦がカリスマに華麗なる転身!! 成功の裏に仕掛けられた女の罠と殺人トリック!                      | 深沢正樹 | 中山史郎 | 13.7%  |
| 9    | 2009年2月16日 | 人事部長自殺は偽装殺人!? なぜか遺族を襲う社宅の壮絶イジメ! 支社長夫人が牛耳る社宅夫人軍団VS自治会長緋芽子 事件の真相は夫が!? | 深沢正樹 | 中山史郎 | 11.4%  |

- 視聴率はビデオリサーチ調べ、関東地区・世帯